# Pierre Pillet
Pour les articles homonymes, voir Pillet.
 (mai 2021).
Pierre Pillet, né en 1953, est un physicien français, directeur de recherche au CNRS, directeur 2002-2011 du laboratoire Aimé-Cotton.

## Biographie
Pierre Pillet intègre en 1973 l'École normale supérieure. Agrégé de physique et nommé au CNRS en 1977, il commence sa carrière de chercheur au laboratoire Aimé-Cotton. Il soutient une thèse d'État à l'université Paris-Sud en 1982. Il passe deux ans (1982-83) comme chercheur associé au Stanford Research Institute dans l'équipe de Tom Gallagher. En 1998 il met en évidence avec son équipe la possibilité de préparer des molécules froides de dimère de césium par photoassociation d'atomes froids de césium.
Il a enseigné à l'École polytechnique de 1992 à 2006 et a dirigé le laboratoire Aimé-Cotton de 2002 à 2011.

## Distinctions
- 2003 : Prix Alexandre-Joannidès de l'Académie des sciences[2]